# راندي كوتور
راندال دوان كوتور (/koʊˈtʊər/؛ مواليد 22 يونيو 1963) هو معلق فنون قتالية مختلطة أمريكي وممثل ورقيب سابق في القوات البرية للولايات المتحدة ومُقاتل فنون قتالية مختلطة محترف سابق ومصارع جامعي ومصارع روماني سابق. خلال فترته في يو إف سي، أصبح بطل يو إف سي للوزن الثقيل ثلاث مرات وبطل يو إف سي لوزن خفيف الثقيل مرتين وبطل يو إف سي لوزن خفيف الثقيل المؤقت، مما جعله بطل يو إف سي ست مرات والفائز ببطولة يو إف سي 13 للوزن الثقيل. وهو أول مفاتل من تسعة مقاتلين حملوا لقبين في يو إف سي في فئتين مختلفين. يعمل حاليًا معلقًا ومحللًا لبي إف إل.

## الخلفية
وُلد كوتور في إيفريت بواشنطن، وهو ابن شاران أميليا وإدوارد لويس ”إد“ كوتور.كان يصارع في مدرسة لينوود الثانوية في لينوود بواشنطن، حيث فاز ببطولة الولاية خلال سنته الأخيرة في المصارعة. بعد ذلك خدم في الجيش الأمريكي من 1982 إلى 1988، حيث حصل على رتبة رقيب في الفرقة 101 المحمولة جواً، حيث ”كان يصارع ويمارس القليل من الملاكمة.“

## البطولات والإنجازات

### فنون القتال المختلطة
- يو إف سي
  - قاعة مشاهير يو إف سي (جناح الرواد، دفعة 2006)
  - بطل بطولة يو إف سي 13 للوزن الثقيل
  - بطولة يو إف سي للوزن الثقيل (ثلاث مرات)
    - ثلاثة دفاعات ناجحة عن اللقب بشكل عام
      - دفاعان ناجحان عن اللقب (الفترة الثاني)
      - دفاع ناجح واحد عن اللقب (الفترة الثالث)

  - بطولة يو إف سي لوزن خفيف الثقيل (مرتين)
  - بطولة يو إف سي لوزن خفيف الثقيل المؤقت (مرة واحدة)
  - جائزة اختيار المشاهدين في يو إف سي[4]
  - قتال الليلة (مرتين)
  - أول بطل متعدد الفئات في تاريخ يو إف سي
  - المقاتل الأول والوحيد الذي كان بطلًا في عدة فئات واستعاد اللقب بعد خسارته (مرتين في الوزن الثقيل ومرة واحدة في وزن خفيف الثقيل)
  - أكبر مقاتل يدافع عن لقب بطولة بنجاح (44 عاماً)
  - أكبر مقاتل يفوز بنزال في تاريخ يو إف سي (47 عامًا و68 يومًا)
- مجلة الحزام الأسود
  - أفضل متسابق في رياضة الاتصال الكامل لعام 1997
  - قاعة المشاهير لمجلة الحزام الأسود[5]
- جورج تراجوس/لو ثيسز قاعة المشاهير للمصارعة المحترفة
  - جائزة جورج تراجوس 2013[6]
- داخل النزالات
  - قتال العام 2009 – ضد أنطونيو رودريجو نوغيرا في 29 أغسطس
  - [7]
- نشرة مراقب المصارعة
  - قتال العام 2001 ضد بيدرو ريزو في 4 مايو
  - أفضل مقاتل لعام 2003
  - أفضل مقاتل في الفنون القتالية المختلطة لعام 2007
  - أفضل مقاتل في عالم فنون القتال المختلطة في العقد الأول من القرن الحادي والعشرين[8]
- جوائز فنون القتال المختلطة العالمية
  - جائزة المساهمة المتميزة في فنون القتال المختلطة 2010[9]

## سجل فنون القتال المختلطة
| السجل المهني |        |          |
| 30 نزال      | 19 فوز | 11 خسارة |
| ضربة قاضية   | 7      | 7        |
| إخضاع        | 4      | 3        |
| قرار القضاة  | 8      | 1        |

| النتيجة | السجل | الخصم                  | الطريقة                        | الحدث                             | التاريخ        | الجولة | الوقت | المكان                                     | الملاحظات |
| ------- | ----- | ---------------------- | ------------------------------ | --------------------------------- | -------------- | ------ | ----- | ------------------------------------------ | --- |
| خسر     | 19–11 | ليوتو ماتشيدا          | ضربة قاضية (ركلة أمامية)       | يو إف سي 129                      | 30 أبريل 2011  | 2      | 1:05  | تورونتو، أونتاريو، كندا                    | اعتزل بعد النزال. |
| فاز     | 19–10 | جيمس توني              | إخضاع (خنق مثلث الذراع)        | يو إف سي 118                      | 28 أغسطس 2010  | 1      | 3:19  | بوسطن، ماساتشوستس، الولايات المتحدة        | نزال في الوزن الثقيل. |
| فاز     | 18–10 | مارك كولمان            | إخضاع (خنق خلفي عاري)          | يو إف سي 109                      | 6 فبراير 2010  | 2      | 1:09  | لاس فيغاس، نيفادا، الولايات المتحدة        | أول مواجهة على الإطلاق بين عضو قاعة مشاهير يو إف سي وعضو قاعة مشاهير يو إف سي في تاريخ يو إف سي.                                   |
| فاز     | 17–10 | براندون فيرا           | قرار القضاة (بالإجماع)         | يو إف سي 105                      | 14 نوفمبر 2009 | 3      | 5:00  | مانشستر، المملكة المتحدة                   | العودة لوزن خفيف الثقيل. |
| خسر     | 16–10 | أنطونيو رودريجو نوغيرا | قرار القضاة (بالإجماع)         | يو إف سي 102                      | 29 أغسطس 2009  | 3      | 5:00  | بورتلاند، أوريغون، الولايات المتحدة        | قتال الليلة. قتال العام 2009. |
| خسر     | 16–9  | بروك ليسنر             | ضربة فنية قاضية (باللكمات)     | يو إف سي 91                       | 15 نوفمبر 2008 | 2      | 3:07  | لاس فيغاس، نيفادا، الولايات المتحدة        | خسر لقب بطولة يو إف سي للوزن الثقيل.                                                                                               |
| فاز     | 16–8  | جبريل غونزاغا          | ضربة فنية قاضية (باللكمات)     | يو إف سي 74                       | 25 أغسطس 2007  | 3      | 1:37  | لاس فيغاس، نيفادا، الولايات المتحدة        | دافع عن لقب بطولة يو إف سي للوزن الثقيل. قتال الليلة.                                                                              |
| فاز     | 15–8  | تيم سيلفيا             | قرار القضاة (بالإجماع)         | يو إف سي 68                       | 3 مارس 2007    | 5      | 5:00  | كولومبوس، أوهايو، الولايات المتحدة         | العودة إلى الوزن الثقيل. فاز بلقب بطولة يو إف سي للوزن الثقيل.                                                                     |
| خسر     | 14–8  | تشاك ليدل              | ضربة قاضية (بلكمة)             | يو إف سي 57                       | 4 فبراير 2006  | 2      | 1:28  | لاس فيغاس، نيفادا، الولايات المتحدة        | خسر لقب بطولة يو إف سي لوزن خفيف الثقيل.                                                                                           |
| فاز     | 14–7  | مايك فان ارسديل        | إخضاع (خنق الأناكوندا)         | يو إف سي 54                       | 20 أغسطس 2005  | 3      | 0:52  | لاس فيغاس، نيفادا، الولايات المتحدة        | |
| خسر     | 13–7  | تشاك ليدل              | ضربة قاضية (باللكمات)          | يو إف سي 52                       | 16 أبريل 2005  | 1      | 2:06  | لاس فيغاس، نيفادا، الولايات المتحدة        | قتال مدربي المقاتل النهائي 1، خسر بطولة يو إف سي لوزن خفيف الثقيل.                                                                 |
| فاز     | 13–6  | فيتور بلفور            | ضربة فنية قاضية (إيقاف الطبيب) | يو إف سي 49                       | 21 أغسطس 2004  | 3      | 5:00  | لاس فيغاس، نيفادا، الولايات المتحدة        | فاز بلقب بطولة يو إف سي لوزن خفيف الثقيل.                                                                                          |
| خسر     | 12–6  | فيتور بلفور            | ضربة فنية قاضية (إيقاف الطبيب) | يو إف سي 46                       | 31 يناير 2004  | 1      | 0:49  | لاس فيغاس، نيفادا، الولايات المتحدة        | خسر لقب بطولة يو إف سي لوزن خفيف الثقيل.                                                                                           |
| فاز     | 12–5  | تيتو أورتيز            | قرار القضاة (بالإجماع)         | يو إف سي 44                       | 26 سبتمبر 2003 | 5      | 5:00  | لاس فيغاس، نيفادا، الولايات المتحدة        | فاز ووحَّد لقب بطولة يو إف سي لوزن خفيف الثقيل.                                                                                      |
| فاز     | 11–5  | تشاك ليدل              | ضربة فنية قاضية (باللكمات)     | يو إف سي 43                       | 6 يونيو 2003   | 3      | 2:39  | لاس فيغاس، نيفادا، الولايات المتحدة        | أول ظهور له في وزن خفيف الثقيل. فاز بلقب بطولة يو إف سي لوزن خفيف الثقيل المؤقت.                                                   |
| خسر     | 10–5  | ريكو رودريغيز          | ضربة فنية قاضية (الخضوع للكوع) | يو إف سي 39                       | 27 سبتمبر 2002 | 5      | 3:04  | مونتفيل، كونيتيكت، الولايات المتحدة        | على لقب بطولة يو إف سي للوزن الثقيل الشاغر.                                                                                        |
| خسر     | 10–4  | جوش بارنت              | ضربة فنية قاضية (باللكمات)     | يو إف سي 36                       | 22 مارس 2002   | 2      | 4:35  | لاس فيغاس، نيفادا، الولايات المتحدة        | خسر لقب بطولة يو إف سي للوزن الثقيل. وبعد ذلك ثبتت إيجابية اختبار بارنيت للمواد المحظورة وتم إلغاء البطولة.                        |
| فاز     | 10–3  | بيدرو ريزو             | ضربة فنية قاضية (باللكمات)     | يو إف سي 34                       | 2 نوفمبر 2001  | 3      | 1:38  | لاس فيغاس، نيفادا، الولايات المتحدة        | دافع عن لقب بطولة يو إف سي للوزن الثقيل. حطم الرقم القياسي لأكبر عدد من الدفاعات المتتالية عن لقب بطولة يو إف سي للوزن الثقيل (2). |
| فاز     | 9–3   | بيدرو ريزو             | قرار القضاة (بالإجماع)         | يو إف سي 31                       | 4 مايو 2001    | 5      | 5:00  | أتلانتيك سيتي، نيو جيرسي، الولايات المتحدة | دافع عن عن لقب بطولة يو إف سي للوزن الثقيل. قتال العام 2001.                                                                       |
| خسر     | 8–3   | فالنتين أوفيريم        | إخضاع (خنق المقصلة)            | الحلقات: نهائي ملك الملوك 2000    | 24 فبراير 2001 | 1      | 0:56  | طوكيو، اليابان                             | |
| فاز     | 8–2   | تسويوشي كوساكا         | قرار القضاة (بالإجماع)         | الحلقات: نهائي ملك الملوك 2000    | 24 فبراير 2001 | 2      | 5:00  | طوكيو، اليابان                             | |
| فاز     | 7–2   | كيفن راندلمان          | ضربة فنية قاضية (باللكمات)     | يو إف سي 28                       | 17 نوفمبر 2000 | 3      | 4:13  | أتلانتيك سيتي، نيو جيرسي، الولايات المتحدة | فاز بلقب بطولة يو إف سي للوزن الثقيل.                                                                                              |
| فاز     | 6–2   | ريوشي ياناجيساوا       | قرار القضاة (بالأغلبية)        | الحلقات: ملك الملوك 2000 بلوك أ   | 9 أكتوبر 2000  | 2      | 5:00  | طوكيو، اليابان                             | |
| فاز     | 5–2   | جيريمي هورن            | قرار القضاة (بالإجماع)         | الحلقات: ملك الملوك 2000 بلوك أ   | 9 أكتوبر 2000  | 3      | 5:00  | طوكيو، اليابان                             | |
| خسر     | 4–2   | ميخاييل إليوخين        | إخضاع (كيمورا)                 | الحلقات: رايز 1                   | 20 مارس 1999   | 1      | 7:43  | اليابان                                    | |
| خسر     | 4–1   | إنسون إينوي            | إخضاع (الضغط على الذراع)       | فالي تودو اليابان 1998            | 25 أكتوبر 1998 | 1      | 1:39  | اليابان                                    | |
| فاز     | 4–0   | موريس سميث             | قرار القضاة (بالأغلبية)        | يو إف سي اليابان: اليابان النهائي | 21 ديسمبر 1997 | 1      | 21:00 | يوكوهاما، كاناغاوا، اليابان                | فاز بلقب بطولة يو إف سي للوزن الثقيل؛ تم إخلاء اللقب لاحقًا بسبب نزاع عقدي.                                                         |
| فاز     | 3–0   | فيتور بلفور            | ضربة فنية قاضية (باللكمات)     | يو إف سي 15                       | 17 أكتوبر 1997 | 1      | 8:16  | باي سانت لويس، ميسيسيبي، الولايات المتحدة  | الفائز سيُنافس على لقب بطولة يو إف سي للوزن الثقيل.                                                                                 |
| فاز     | 2–0   | ستيفن جراهام           | ضربة فنية قاضية (باللكمات)     | يو إف سي 13                       | 30 مايو 1997   | 1      | 3:13  | أوغستا، جورجيا، الولايات المتحدة           | فاز بلقب بطولة يو إف سي 13 للوزن الثقيل.                                                                                           |
| فاز     | 1–0   | توني هالمي             | إخضاع (خنق خلفي عاري)          | يو إف سي 13                       | 30 مايو 1997   | 1      | 1:00  | أوغستا، جورجيا، الولايات المتحدة           | نصف نهائي بطولة يو إف سي 13 للوزن الثقيل.                                                                                          |

## نزالات الدفع مقابل المشاهدة
| #   | الحدث            | القتال            | التاريخ        | المكان                     | المدينة                                    | المبلغ    |
| --- | ---------------- | ----------------- | -------------- | -------------------------- | ------------------------------------------ | --------- |
| 1.  | يو إف سي اليابان | سميث ضد كوتور     | 21 ديسمبر 1997 | يوكوهاما أرينا             | يوكوهاما، كاناغاوا، اليابان                | غير معروف |
| 2.  | يو إف سي 28      | راندلمان ضد كوتور | 17 نوفمبر 2000 | هارد روك لايف              | أتلانتيك سيتي، نيو جيرسي، الولايات المتحدة | غير معروف |
| 3.  | يو إف سي 31      | كوتور ضد ريزو     | 4 مايو 2001    | هارد روك لايف              | أتلانتيك سيتي، نيو جيرسي، الولايات المتحدة | غير معروف |
| 4.  | يو إف سي 34      | كوتور ضد ريزو 2   | 2 نوفمبر 2001  | إم جي إم جراند جاردن أرينا | لاس فيغاس، نيفادا، الولايات المتحدة        | 65،000    |
| 5.  | يو إف سي 36      | كوتور ضد بارنيت   | 22 مارس 2002   | إم جي إم جراند جاردن أرينا | لاس فيغاس، نيفادا، الولايات المتحدة        | 55،000    |
| 6.  | يو إف سي 39      | كوتور ضد رودريجيز | 27 سبتمبر 2002 | موهيغان صن أرينا           | أونكاسفيل، كونيتيكت، الولايات المتحدة      | 45،000    |
| 7.  | يو إف سي 43      | ليدل ضد كوتور     | 6 يونيو 2003   | مركز توماس أند ماك         | لاس فيغاس، نيفادا، الولايات المتحدة        | 49،000    |
| 8.  | يو إف سي 44      | أورتيز ضد كوتور   | 26 سبتمبر 2003 | ميشيلوب ألترا أرينا        | لاس فيغاس، نيفادا، الولايات المتحدة        | 94،000    |
| 9.  | يو إف سي 46      | كوتور ضد بلفور 2  | 31 يناير 2004  | ميشيلوب ألترا أرينا        | لاس فيغاس، نيفادا، الولايات المتحدة        | 80،000    |
| 10. | يو إف سي 49      | بلفور ضد كوتور 3  | 21 أغسطس 2004  | إم جي إم جراند جاردن أرينا | لاس فيغاس، نيفادا، الولايات المتحدة        | 80،000    |
| 11. | يو إف سي 52      | كوتور ضد ليدل 2   | 16 أبريل 2005  | إم جي إم جراند جاردن أرينا | لاس فيغاس، نيفادا، الولايات المتحدة        | 280،000   |
| 12. | يو إف سي 57      | ليدل ضد كوتور 3   | 4 فبراير 2006  | ميشيلوب ألترا أرينا        | لاس فيغاس، نيفادا، الولايات المتحدة        | 400،000   |
| 13. | يو إف سي 68      | سيلفيا ضد كوتور   | 3 مارس 2007    | نيشن وايد أرينا            | كولومبوس، أوهايو، الولايات المتحدة         | 540،000   |
| 14. | يو إف سي 74      | كوتور ضد غونزاغا  | 25 أغسطس 2007  | ميشيلوب ألترا أرينا        | لاس فيغاس، نيفادا، الولايات المتحدة        | 485،000   |
| 15. | يو إف سي 91      | كوتور ضد ليسنر    | 15 نوفمبر 2008 | إم جي إم جراند جاردن أرينا | لاس فيغاس، نيفادا، الولايات المتحدة        | 1،010،000 |
| 16. | يو إف سي 102     | كوتور ضد نوغيرا   | 29 أغسطس 2009  | مودا سنتر                  | بورتلاند، أوريغون، الولايات المتحدة        | 435،000   |
| 17. | يو إف سي 109     | كوتور ضد كولمان   | 6 فبراير 2010  | ميشيلوب ألترا أرينا        | لاس فيغاس، نيفادا، الولايات المتحدة        | 285،000   |

## ألعاب الفيديو
| العام | العنوان                      | الدور            | الملاحظات                                              |
| ----- | ---------------------------- | ---------------- | ------------------------------------------------------ |
| 2008  | كوماند أند كنكر: ريد أليرت 3 | القائد وارن فولر | استراتيجية الوقت الحقيقي                               |
| 2010  | إي إيه سبورتس إم إم إيه      | نفسه             | يمكن اللعب في كل من فئات الوزن الثقيل ووزن خفيف الثقيل |

## وصلات خارجية
- راندي كوتور على موقع شيردوغ (الإنجليزية)
- راندي كوتور على موقع Tapology.com (الإنجليزية)
- راندي كوتور على موقع قاعدة بيانات المصارعة الدولية (الإنجليزية)
- راندي كوتور على موقع IMDb (الإنجليزية)
- راندي كوتور على موقع روتن توميتوز (الإنجليزية)
- راندي كوتور على موقع ألو سيني (الفرنسية)
- راندي كوتور على موقع أول موفي (الإنجليزية)
- راندي كوتور على موقع قاعدة بيانات الأفلام السويدية (السويدية)
- راندي كوتور على موقع إن إن دي بي (الإنجليزية)
- راندي كوتور على موقع قاعدة بيانات الفيلم (الإنجليزية)
- راندي كوتور على موقع كينوبويسك (الروسية)

| الجوائز و الإنجازات | الجوائز و الإنجازات                                                      | الجوائز و الإنجازات                              |
| ------------------- | ------------------------------------------------------------------------ | ------------------------------------------------ |
| سبقه Maurice Smith  | بطل يو إف سي للوزن الثقيل الثالث 21 ديسمبر 1997 – 1 أكتوبر 1998          | شاغرجُرَّد كوتور من اللقبحامل اللقب التاليباس راتين |
| سبقه كيفن راندلمان  | بطل يو إف سي للوزن الثقيل السادس 17 نوفمبر 2000 – 22 مارس 2002           | تبعه جوش بارنت                                   |
| لقب جديد            | بطل يو إف سي لوزن خفيف الثقيل المؤقت الأول 6 يونيو 2003 – 26 سبتمبر 2003 | شاغرحامل اللقب التاليجون جونز                    |
| سبقه تيتو أورتيز    | بطل يو إف سي لوزن خفيف الثقيل الثالث 26 سبتمبر 2003 – 31 يناير 2004      | تبعه فيتور بلفور                                 |
| سبقه فيتور بلفور    | بطل يو إف سي لوزن خفيف الثقيل الخامس 21 أغسطس 2004 – 16 أبريل 2005       | تبعه تشاك ليدل                                   |
| سبقه تيم سيلفيا     | بطل يو إف سي للوزن الثقيل الثالث عشر 3 مارس 2007 – 15 نوفمبر 2008        | تبعه بروك ليسنر                                  |